# Jawa 223
JAWA 223 – motorowerowy silnik spalinowy dwusuwowy produkcji czechosłowackiej, wyposażony w jeden cylinder o pojemności 50 cm³, umieszczony poziomo o symetrycznym rozrządzie. Produkowany w latach 1969-1990.

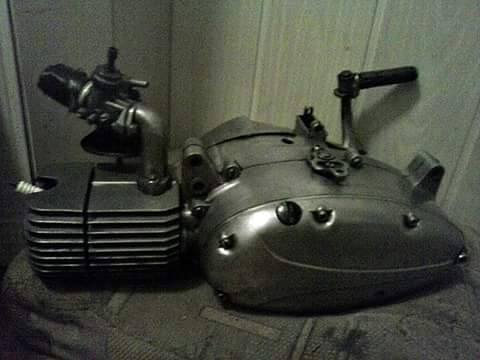
Silnik JAWA 223 wraz z gaźnikiem JIKOV 2917 PSB

Trójstopniowa skrzynia biegów charakteryzowała się dużą wytrzymałością oraz brakiem konieczności dystansowania w przypadku niezużytych tulejek karterów oraz wałków. Moc silnika była stosunkowo wysoka jak na tamte czasy, aż 3,5KM. Silnik do 1975(oraz na polski rynek) był fabrycznie wyposażony w iskrownik-prądnicę 6V o mocy 20W(typ 23A), potem stosowano iskrownik-prądnicę o mocy 30W(typ 23). W silniku nastąpiła także zmiana tłumika, od 1975 zamiast tzw. "cygara" stosowano nowy tłumik tzw. "kominek", który zmieniał rezonans i poprawiał charakterystykę silnika. Silnik stosowano w motorowerach Ogar typ 200, Jawie Mustang typ 23 i typ 23A, Jawie M23 Golden Sport i Jawie typ 20P tzw. "Kaczka".  
Silniki na polski rynek miały zdławioną moc, aby dostosować je do panujących w Polsce przepisów, które przewidywały maksymalną prędkość dla motorowerów 45 km/h (wersje czechosłowackie osiągały ok. 60 km/h – 70 km/h, polskie zaś około 55 km/h), w zależności od przełożenia kół zębatych.    
W tym celu zmniejszano otwór w króćcu ssącym, przełożenia przeniesienia napędu na koło tylne zostało dostosowane do mniejszej mocy silnika i wynosiło 11/55 lub 12/55, czechosłowackie wersje posiadały przełożenie 13/55(stosowano także 12/55), montowano dysze o mniejszej przepustowości, w wersji polskiej 65/35, w wersji czechosłowackiej 68/38, wydłużano kolanko wydechowe o 19 centymetrów, stosowano tłok dwupierścieniowy oraz opóźniano punkt wyprzedzenia zapłonu, w wersji polskiej rozwarcie przerywacza zapłonu następowało 1,2-1,5mm przed GMP, w wersji czechosłowackiej zaś 1,8-2mm przed GMP. Stosowano także cewkę butelkową 6V zamiast 8V. W pierwszych egzemplarzach silników przeznaczonych na rynek polski montowano głowice o niekorzystnym kształcie komory spalania, który znacząco obniżał osiągi silnika. Silnik warto odblokować ze względu na trwałość, wbrew obiegowej opinii odblokowanie wydłuża żywotność silnika, zdławiony silnik znacznie bardziej się grzeje co powoduje szybsze zużywanie się części i przez ograniczoną ilość dostarczanej do komory spalania mieszanki paliwowo-powietrznej może doprowadzić do zatarcia silnika.   
Silnik jest bardzo podatny i prosty w modyfikacji. Polega on m.in. na powiększeniu kanałów płuczących, zmian w mapie cylindra, zastosowaniu głowicy "słoneczko", zastosowanie gaźnika o większej gardzieli(popularne są zmiany na gaźniki AMAL, BVF oraz Dell'orto), a nawet zwiększenia ilości biegów. Współcześnie zaleca się odejście od olei mineralnych takich jak LUX 10, Mixol S oraz M2T  i stosowanie olei syntetycznych bądź półsyntetycznych co w połączeniu z wymianą tulejki korbowodu na łożysko igiełkowe pozwala na stosowanie mieszanki 1:50, a co za tym idzie ograniczeniem nagaru gromadzącego się w silniku.   
Dla nowych użytkowników poniżej przedstawione zostały proporcje mieszanki benzyny i oleju: 
| Mieszanka         | 1:25               | 1:30               | 1:40               | 1:50               |
| Benzyna w litrach | Olej w mililitrach | Olej w mililitrach | Olej w mililitrach | Olej w mililitrach |
| 1                 | 40                 | 33                 | 25                 | 20                 |
| 2,5               | 100                | 83                 | 63                 | 50                 |
| 5                 | 200                | 167                | 125                | 100                |
| 7,5               | 300                | 250                | 188                | 150                |
| 10                | 400                | 333                | 250                | 200                |

## Zmiany w silniku
| Rok i parametr           | Instalacja elektryczna | Tłumik                | Przełożenia                         |
| Przed 1975(Jawa typ 23A) | Instalacja o mocy 20W  | Tłumik typu "cygaro"  | Przełożenia zębatek 12/55           |
| Po 1975(Jawa typ 23)     | Instalacja o mocy 30W  | Tłumik typu "kominek" | Przełożenia zębatek 12/55 lub 13/55 |

## Różnice między silnikami na rynek czechosłowacki i polski oraz wersje eksportowe[2]
Silniki produkowane w zakładach Považské Strojárne były przeznaczone na rynek czeski i produkowano je do 1982, produkcję potem przeniesiono do zakładów w Žiarze gdzie produkowano je do 1990, czyli do daty wyznaczonej kontraktem z Zakładach Rowerowych "Romet". Na ten silnik JAWA udzielała licencji dla krajów takich jak:
Indie – silniki Jawa 223 stosowane w modelach Yezdi 60 Jet „B“ Series oraz Indická Jawa 50 Jet, silniki te posiadały zwiększoną moc 3,6KM(2,21kW).
Stany Zjednoczone – silniki Jawa 223 oprócz bycia eksportowanymi bezpośrednio były także produkowane na licencji dla marki Indian w modelach takich jak Indian „Boy Racer“ oraz Indian „Ponybike" o zwiększonej mocy do 4KM(2,94kW).
Włochy – silniki Jawa 223 stosowane w pojazdach takich jak Italský ItalJet-Jawa 50 Mustang, Italjet 50 Mustang S.S. oraz Jawa ItalJet Vampiro, silniki te posiadały słabszą prądnicę 6V – 18W, zwiększony stopień sprężania 1:10(standardowa Jawa 223 posiada stopień sprężania 1:9,2) oraz mniejszą pojemność 49,6cm³. 
Brazylia v silniki Jawa 223 stosowane w Leonette 05, silniki te posiadały zwiększoną moc 4KM(2,94kW).
| Kraj           | Moc nominalna | Długość kolanka | Dysze gaźnika | Przełożenia     | Instalacja elektryczna | Króciec ssący | Wyprzedzenie zapłonu | Świeca zapłonowa  | Cewka butelkowa | Liczba pierścieni na tłoku |
| Polska         | 2KM(1,4kW)    | 550mm           | 65/35         | 12/55 lub 11/55 | 6V - 20W               | Blokada       | 1,2-1,5mm przed GMP  | Iskra F80 lub F95 | 6V              | 2                          |
| Czechosłowacja | 3,5KM(2,6kW)  | 360mm           | 68/38         | 13/55 lub 12/55 | 6V - 20W lub 30W       | Brak blokad   | 1,8-2mm przed GMP    | PAL 14-8R         | 8V              | 3                          |

## Jawa M23 Golden Sport[3]
Silnik montowany w tym motorowerze jest wersją rozwojową zwykłej Jawy 223.2 na eksport amerykański o oznaczeniu M23, wyprodukowano około 10 tysięcy egzemplarzy w latach .
- Silnik – dwusuwowy, jednocylindrowy, chłodzony powietrzem o poziomym rozrządzie
- Pojemność – 49,8cm³
- Skok tłoka – 44mm
- Średnica tłoka – 38mm
- Moc nominalna – 4,6 KM(3,4kW) przy 6500 obr./min
- Stopień sprężania – 9,5:1
- Smarowanie mieszankowe dla olei Mixol S, LUX 10 i M2T– 1:30, okres dotarcia 1:25
- Gaźnik – JIKOV 2917 PSB, gardziel 17mm
- Skrzynia biegów – dwuwałkowa z przesuwnymi kołami zębatymi, przełożenia: I bieg – 32,7, II bieg – 17,9, III bieg – 12,1[4]
- Pojemność skrzyni biegów – ok. 0,5L, olej przekładniowy PP80 lub PP7
- Sprzęgło – mokre, w kąpieli olejowej, liczba przekładek metalowych – 1, liczba okładzin ciernych – 2
- Instalacja elektryczna – 6V – 20W
- Świeca zapłonowa – PAL 14-8R
- Cewka butelkowa – 8V
- Masa w stanie suchym – ok. 12kg
- Akumulator – 6V – 4,5Ah

Niestety nie są znane dokładne dane dotyczące ilości kanałów płuczących, ustawienia zapłonu, przepustowości dysz itp. Wiadomo jednak, że motorower mógł posiadać inne przełożenia. Oprócz 12/55 lub 13/55 stosowano także 12/65 i 13/65.
Poniżej w tabeli silnik eksportowy został porównany z silnikiem na rynek czechosłowacki:
| Rynek i parametr | Akumulator | Moc nominalna | Stopień sprężania | Instalacja elektryczna | Przełożenia                   |
| Rynek krajowy    | Brak       | 3,5KM(2,6kW)  | 9,2:1             | 6V – 20W lub 30W       | 12/55 lub 13/55               |
| Rynek eksportowy | 6V – 4,5Ah | 4,6KM(3,4kW)  | 9,5:1             | 6V – 20W               | 12/55, 13/55, 12/65 lub 13/65 |

Poniżej w tabeli wypisane są łożyska stosowane w silniku:
| Simmering | 15x37x7       | 2 sztuki 17x30x7 | 25x42x7 |
| Łożysko   | 2 sztuki 6303 | 6202             | 6004    |

## Dane techniczne dla silnika Jawa 223.100
- Silnik – dwusuwowy, jednocylindrowy, chłodzony powietrzem
- Pojemność – 50cm³
- Skok tłoka – 44mm
- Średnica tłoka – 38mm
- Wyprzedzenie zapłonu – 1,8-2mm przed GMP
- Rozwarcie przerywacza zapłonu – 0,4mm
- Liczba kanałów płuczących – 2
- Liczba pierścieni na tłoku – 3 (Instrukcje Jawy zawsze ukazywały trzy pierścienie)[5]
- Moc nominalna – 3,5 KM(2,6kW) przy 6500 obr./min
- Stopień sprężania – 9,2:1
- Smarowanie mieszankowe dla olei Mixol S, LUX 10 i M2T – 1:30, okres dotarcia 1:25
- Gaźnik – JIKOV 2917 PSB, gardziel 17mm
- Przepustowość dysz (główna/biegu jałowego) – 68/38
- Skrzynia biegów – dwuwałkowa z przesuwnymi kołami zębatymi, przełożenia: I bieg – 32,7, II bieg – 17,9, III bieg – 12,1[4]. Posiada dwa biegi neutralne – między I a II biegiem oraz między II a III biegiem.
- Pojemność skrzyni biegów – ok. 0,5L , olej przekładniowy PP80 lub PP7
- Sprzęgło – mokre, w kąpieli olejowej, liczba przekładek metalowych – 1, liczba okładzin ciernych – 2
- Instalacja elektryczna – 6V – 20W(Jawa typ 23A, do 1975[6] oraz te przeznaczone na polski rynek) lub 6V – 30W(Jawa typ 23[7]), napięcie zmienne
- Świeca zapłonowa – PAL 14-8R
- Cewka butelkowa – 8V
- Masa w stanie suchym – ok. 12kg
- Maks. zużycie paliwa – 3,5L na 100 km